# Tibolone
 (Septembre 2021).
Le tibolone est un médicament qui est utilisé dans l'hormonothérapie de la ménopause, dans le traitement de l'ostéoporose postménopausique et dans l'endométriose,,,. Ce médicament n'est pas formulé ou utilisé en combinaison avec d'autres médicaments. Il est administré par voie orale.

## Historique
Le tibolone a été développé dans les années 1960 et a été introduit pour la première fois aux Pays-Bas en 1988, puis au Royaume-Uni en 1991,.

## Utilisations
Le tibolone est utilisé dans le traitement des symptômes de la ménopause comme les bouffées de chaleur, l'atrophie vaginale, l'ostéoporose postménopausique et l'endométriose,,. Son efficacité est similaire voir supérieure à celle des autres traitements hormonaux de substitutions ménopausiques plus anciens, mais il partage un profil d'effets secondaires similaire,,.
Le tibolone réduit les bouffées de chaleur, prévient la perte osseuse, améliore l'atrophie vaginale et les symptômes urogénitaux comme les sécheresses vaginales ou la dyspareunie et a des effets positifs sur l'humeur et la fonction sexuelle,,. Le tibolone peut avoir de plus grands avantages sur la libido que l'hormonothérapie ménopausique standard, ce qui peut être lié à ses effets androgènes,.

## Effets secondaires
Le tibolone peut produire des effets secondaires androgènes tels que l'acné et une augmentation de la pilosité faciale . De tels effets secondaires ont été observés chez 3 à 6 % des femmes traitées.
Le tibolone a été associé à un risque accru de cancer de l'endomètre dans la plupart des études.
Il est associé à de faibles taux de saignements vaginaux et de douleurs mammaires.
Un rapport daté de septembre 2009 de l'en:Agency for Healthcare Research and Quality (AHRQ) (« Agence pour la recherche et la qualité des soins »), une agence américaine, suggère que le tamoxifène, le raloxifène et le tibolone utilisés pour réduire le risque de cancer du sein réduisent considérablement la survenue de cancer du sein invasif chez les femmes d'âge plus âgées, mais augmentent également le risque d'effets indésirables.
Une revue de Cochrane daté 2016 a été publiée sur les effets à court et à long terme du tibolone, y compris les effets indésirables. Les effets indésirables possibles de la tibolone comprennent des saignements vaginaux imprévus ( OR = 2,79 ; incidence 13 à 26 % supérieur à celle du placebo), un risque accru de cancer du sein chez les femmes ayant des antécédents de cancer du sein ( OR = 1,5) bien qu'apparemment pas sans antécédents de cancer du sein cancer du sein ( OR = 0,52), un risque accru d' événements cérébrovasculaires (AVC) ( OR = 1,74) et d' événements cardiovasculaires ( OR = 1,38), et un risque accru de cancer de l'endomètre ( OR = 2,04). Cependant, la plupart de ces chiffres sont basés sur des preuves de très faible qualité.